# Мисља (Дамбовица)
Мисља (рум. Mislea) насеље је у Румунији у округу Дамбовица у општини Кобија де Сус. Oпштина се налази на надморској висини од 272 m.

## Становништво
Према подацима из 2002. године у насељу је живело 663 становника, од којих су сви румунске националности.